# ناصر شافي
ناصر شافي العويهان، لاعب كرة قدم كويتي.
بدأ مسيرته الكروية مع نادي كاظمة في موسم 2006/2007، وفي عام 2008 أعير إلى نادي الشباب الكويتي، وفي 9 نوفمبر 2008 تعرض إلى الطرد في مباراة فريقه أمام نادي العربي الكويتي في الدوري الكويتي 2008/2009.